# Guilleminea
Guilleminea é um género botânico pertencente à família Amaranthaceae.

## Espécies
- Guilleminea australis
- Guilleminea brittonii
  - Guilleminea brittonii var. heterophylla
- Guilleminea chacoensis
- Guilleminea conferta
- Guilleminea densa
  - Guilleminea densa var. aggregata
  - Guilleminea densa var. alsinifolia
  - Guilleminea densa var. densa
  - Guilleminea densa var. gracilis
  - Guilleminea densa var. humilis
- Guilleminea elongata
- Guilleminea fragilis
- Guilleminea gracilis
- Guilleminea hirsuta
- Guilleminea illecebroides
- Guilleminea illecebrum
- Guilleminea lanuginosa
  - Guilleminea lanuginosa var. lanuginosa
  - Guilleminea lanuginosa var. rigidiflora
  - Guilleminea lanuginosa var. sheldonii
  - Guilleminea lanuginosa var. tenuiflora
- Guilleminea procumbens
- Guilleminea tomentosa